# Cerkiew św. Aleksandra Newskiego i św. Serafina z Sarowa w Liège
Cerkiew św. Aleksandra Newskiego i św. Serafina z Sarowa – prawosławna, parafialna cerkiew w Liège. Do 2018 r. należała do dekanatu belgijskiego w Zachodnioeuropejskim Egzarchacie Parafii Rosyjskich Patriarchatu Konstantynopola, obecnie wchodzi w skład dekanatu Beneluksu Arcybiskupstwa Zachodnioeuropejskich Parafii Tradycji Rosyjskiej Patriarchatu Moskiewskiego.

## Historia
Istniejąca od 1920 parafia św. Aleksandra Newskiego i św. Serafina z Sarowa w Liège do 1948 organizowała nabożeństwa prawosławne w kaplicach domowych urządzonych w wynajmowanych budynkach. Po zniszczeniu ostatniego z nich przez niemiecką bombę w 1944 ks. Walentin Romenski postanowił wznieść cerkiew wolno stojącą. W zainicjowanej zbiórce pieniędzy wzięli udział nie tylko parafianie, ale również osoby innych wyznań, w tym belgijska królowa Elżbieta. Budowę cerkwi przeprowadzili sami rosyjscy mieszkańcy Liège. Obiekt natychmiast stał się centrum kulturalnym wspólnoty prawosławnej w mieście – powstała przy nim m.in. rosyjska biblioteka. Gotową świątynię poświęcił 12 września 1953 biskup nicejski Sylwester.

## Architektura
Cerkiew została wzniesiona w stylu średniowiecznych prawosławnych świątyń ziemi nowogrodzkiej. Obiekt jest zbudowany na planie prostokąta i zwieńczony sześcioma wieżyczkami z cebulastymi kopułami. Fasadę obiektu dekorują dwa łuki, na których zawieszono dzwony. Nad wejściem do świątyni znajduje się ozdobny daszek oraz ikona. Okna w cerkwi są półkoliste. We wnętrzu jednorzędowy ikonostas.